# Jürgen Warnke
Jürgen Warnke (ur. 20 marca 1932 w Berlinie, zm. 27 kwietnia 2013 w Klanxbüll) – niemiecki polityk i prawnik, działacz Unii Chrześcijańsko-Społecznej (CSU), deputowany do Bundestagu, w latach 1982–1991 minister.

## Życiorys
W 1950 zdał egzamin maturalny w Hof. Studiował następnie prawo oraz ekonomię na uniwersytetach w Monachium, Genewie i Würzburgu. Zdał państwowe egzaminy prawnicze I oraz II stopnia, uzyskał doktorat w zakresie prawa na podstawie pracy pt. Die innerparteiliche Demokratie und ihre Verwirklichung in den französischen politischen Parteien.
W 1958 wstąpił do Unii Chrześcijańsko-Społecznej. W latach 1958–1962 był pracownikiem frakcji CSU w Bundestagu. W 1961 podjął praktykę adwokacką. W latach 1962–1964 był dyrektorem zarządzającym stowarzyszenia przemysłu chemicznego w Bawarii, następnie do 1982 dyrektorem generalnym Verband der Keramischen Industrie, organizacji gospodarczej przemysłu ceramicznego.
W latach 1962–1970 zasiadał w landtagu Bawarii. W 1969 uzyskał mandat deputowanego do Bundestagu, który wykonywał do 1998. Od 1982 do 1991 był członkiem trzech pierwszych rządów Helmuta Kohla. Pełnił funkcję ministra współpracy gospodarczej (1982–1987, 1989–1991) oraz ministra transportu (1987–1989).
Jürgen Warnke był żonaty, miał sześcioro dzieci.